# 기원전 16세기
기원전 16세기는 기원전 1600년부터 기원전 1501년까지를 말한다.

## 주요 사건
- 기원전 1520년 - 아흐모세 1세가 재위 18/19년 힉소스인을 물리치고 이집트를 재통일.[1] 신왕국 시대 개창.(이집트 제국)
- 기원전 1503년 - 투트모세 1세가 즉위하다

## 발명, 발견, 과학사
- 기원전 1534년 - 고대 이집트인들이 현존하는 최초의 신빙성 있는 항성 기록을 작성하다.

## 년대와 년도
| 기원전 1600년대 | 전1609 | 전1608 | 전1607 | 전1606 | 전1605 | 전1604 | 전1603 | 전1602 | 전1601 | 전1600 |
| 기원전 1590년대 | 전1599 | 전1598 | 전1597 | 전1596 | 전1595 | 전1594 | 전1593 | 전1592 | 전1591 | 전1590 |
| 기원전 1580년대 | 전1589 | 전1588 | 전1587 | 전1586 | 전1585 | 전1584 | 전1583 | 전1582 | 전1581 | 전1580 |
| 기원전 1570년대 | 전1579 | 전1578 | 전1577 | 전1576 | 전1575 | 전1574 | 전1573 | 전1572 | 전1571 | 전1570 |
| 기원전 1560년대 | 전1569 | 전1568 | 전1567 | 전1566 | 전1565 | 전1564 | 전1563 | 전1562 | 전1561 | 전1560 |
| 기원전 1550년대 | 전1559 | 전1558 | 전1557 | 전1556 | 전1555 | 전1554 | 전1553 | 전1552 | 전1551 | 전1550 |
| 기원전 1540년대 | 전1549 | 전1548 | 전1547 | 전1546 | 전1545 | 전1544 | 전1543 | 전1542 | 전1541 | 전1540 |
| 기원전 1530년대 | 전1539 | 전1538 | 전1537 | 전1536 | 전1535 | 전1534 | 전1533 | 전1532 | 전1531 | 전1530 |
| 기원전 1520년대 | 전1529 | 전1528 | 전1527 | 전1526 | 전1525 | 전1524 | 전1523 | 전1522 | 전1521 | 전1520 |
| 기원전 1510년대 | 전1519 | 전1518 | 전1517 | 전1516 | 전1515 | 전1514 | 전1513 | 전1512 | 전1511 | 전1510 |
| 기원전 1500년대 | 전1509 | 전1508 | 전1507 | 전1506 | 전1505 | 전1504 | 전1503 | 전1502 | 전1501 | 전1500 |
| 기원전 1490년대 | 전1499 | 전1498 | 전1497 | 전1496 | 전1495 | 전1494 | 전1493 | 전1492 | 전1491 | 전1490 |

1. ↑  Redford, Donald (1992). Egypt, Canaan, and Israel in Ancient Times. Princeton University Press. ISBN 978-0-691-00086-2. p. 195.